# Израиль на «Евровидении-1999»
Как страна-хозяйка и страна-победительница предыдущего года, Израиль участвовал в сорок четвёртом выпуске телевизионного конкурса Евровидение-1999, который состоялся 29 мая в Иерусалиме. Страну представлял бойз-бэнд Eden с песней Yom Huledet (Happy Birthday), написанной Моше Датцем, Габриэлем Батлером, Яаковом Ламаем и Джеки Овед. Датц уже представлял Израиль на Евровидение-1991 в Риме как участник Duo Datz с песней Kan. По итогам голосования Израиль занял пятое место из 23, набрав 93 очка, тем самым, сохранив место в пятёрке лучших после победы в 1998 году. Поэтому, Yom Huledet (Happy Birthday) стала предшественницей израильской заявки на Евровидение-2000 Sameach в исполнении группы PingPong. Израильское управление телерадиовещанием транслировало конкурс без комментариев. Глашатаем, объявлявшим очки израильских телезрителей, был Йонав Гинай.

## До «Евровидения»

### Внутренний отбор
Израильское управление телерадиовещанием до 1996 года организовывало национальный финал под названием Kdam Eurovision для выбора заявки на Евровидение. Но в 1998 году было принято решение, что очередная заявка должна быть выбрана внутри телекомпании. Благодаря этому решению, Израилю удалось выиграть конкурс 1998 года. Поэтому, внутренний отбор был использован и для выбора заявки 1999 года. Телекомпании поступило 900 заявок, однако специальная комиссия выбрала из них только четыре. 17 января 1999 года по итогам голосования группа Eden c песней Yom Huledet была выбрана представителем Израиля в Иерусалиме.
| Исполнитель              | Название песни     | Очки | Место |
| ------------------------ | ------------------ | ---- | ----- |
| Eden                     | Yom Huledet        | 64   | 1     |
| Шарон Лави и Шахар Анкри | Ze Karov           | 40   | 2     |
| Эфрат Ротен              | Tfila La'elef Haba | 30   | 3     |
| Сарит Хадад              | Welcome Ya Salam   | 24   | 4     |

## На «Евровидении»
В 1999 году Европейский вещательный союз изменил правила касательно формата конкурса. Отныне прежнее правило об обязательном использовании государственного или регионального языка уничтожалось, и песни могли быть исполнены на любом языке. Это изменение привело к тому, что композиция группы Eden Yom Huledet была частично переведена на английский язык и получила двойное название Yom Huledet (Happy Birthday). Также по правилам конкурса Евровидение-1999 список участников состоит из страны-победительницы прошлого года, 17 стран с наивысшим средним баллом за предыдущие пять конкурсов и тех стран, которые не участвовали в выпуске прошлого года, но транслировали его. Поскольку Израиль выиграл Евровидение-1998, то он автоматически прошёл квалификацию. Eden выступали под номером 19, между Австрией и Мальтой. По итогам голосования они заняли пятое место из 23, набрав 93 очка, тем самым, сохранив место в пятёрке лучших после победы в 1998 году. 12 очков израильские телезрители присудили Германии.